# Chicken Teriyaki
Chicken Teriyaki è un singolo della cantante spagnola Rosalía, pubblicato il 24 febbraio 2022 come terzo estratto dal terzo album in studio Motomami.

## Descrizione
Chicken Teriyaki è una traccia reggaeton mid-tempo della durata di due minuti e due secondi. Concepito presso il Mercer Hotel di New York e successivamente registrato all'Electric Lady Studios sito nella medesima città, il brano parla di un viaggio in città attraverso l'impiego di «riferimenti lirici ironici». In un'intervista concessa a Apple Music, Rosalía ha dichiarato di «essersi divertita» durante il processo di realizzazione del disco.Chicken Teriyaki presenta anche un distorsore vocale alla fine. Nel brano vengono menzionate numerose celebrità come Julio Iglesias, Mike Dean e la supermodella Naomi Campbell.

## Video musicale
Rosalía ha condiviso un'anteprima del video musicale il 23 febbraio 2022. Il video stesso è stato presentato in anteprima il giorno seguente su YouTube e vede come protagonista la cantante stessa accompagnata da un gruppo di ballerini. Diretto dalla regista ucraina Tanja Muïn'o e prodotto da UnderWonder Content in collaborazione con Canada, ha segnato la seconda collaborazione tra la cantante e la Muïn'o dopo Juro qué. È stato girato in un solo giorno all'interno di una sala da ballo situata a Madrid nel novembre 2021 e la coreografia è stata ideata da Natalia Palomares.

## Tracce
Testi di Rosalía Vila Tobella, Alejandro Ramírez Suárez e Pablo Díaz-Reixa, musiche di Rosalía Vila Tobella, David Rodríguez, Kamaal Fareed, Michael Uzowuru, Alejandro Ramírez Suárez, Pablo Díaz-Reixa e Raúl Alejandro Ocasio Ruiz.
1. Chicken Teriyaki – 2:02

## Classifiche
| Classifica (2022) | Posizione massima |
| ----------------- | ----------------- |
| El Salvador       | 2                 |
| Portogallo        | 97                |
| Spagna            | 11                |